# Вірівка (Чижівська сільська громада)
Ві́рівка — село в Україні, у Чижівській сільській територіальній громаді Звягельського району Житомирської області. Чисельність населення становить 113 осіб (2001). У 1933—54 роках — адміністративний центр колишньої однойменної сільської ради. До 1939 року — колонія.

## Загальна інформація
Розміщується на лівому березі річки Случ, за 15 км північно-західніше від районного центру, м. Звягель.

## Населення
Наприкінці 19 століття в поселенні проживало 316 осіб, дворів — 51, у 1906 році — 370 мешканців, дворів — 67, у 1910 році — 361 особа, у 1923 році — 462 жителі, дворів — 79, у 1924 році — 463 особи (з перевагою населення німецької національности), дворів — 90.
Відповідно до результатів перепису населення СРСР, кількість населення, станом на 12 січня 1989 року, становила 115 осіб. Станом на 5 грудня 2001 року, відповідно до перепису населення України, кількість мешканців села становила 113 осіб.

## Історія
Колишнє лютеранське поселення, належало до лютеранської парафії у Новограді-Волинському.
Наприкінці 19 століття — слобода Сербівської волості Новоград-Волинського повіту, за 12 верст від повітового міста. Входило до православної парафії в Андрієвичах, за 8 верст.
У 1906 році — колонія Городницької волості (2-го стану) Новоград-Волинського повіту Волинської губернії. Відстань до повітового центру, м. Новоград-Волинський, становила 15 верст, від волосного центру, містечка Городниця — 25 верст. Найближче поштово-телеграфне відділення розміщувалося у Городниці.
У 1923 році включена до складу новоствореної Малоцвілянської сільської ради, яка, 7 березня 1923 року, увійшла до складу новоутвореного Городницького району Житомирської округи. Розміщувалася за 21 версту від районного центру, міст. Городниця, та за 2 версти — від центру сільської ради, с. Мала Цвіля. 7 квітня 1933 року, відповідно до постанови президії Київського облвиконкому «Про утворення 3 нових сільрад в Городницькому районі — Перелісянської, Веровської та Курчицько-Гутської», в колонії утворено окрему сільську раду в складі Городницького району Київської області. У 1939 році віднесена до категорії сіл. 11 серпня 1954 року, відповідно до указу Президії Верховної ради Української РСР «Про укрупнення сільських рад по Житомирській області», Вірівську сільську раду ліквідовано, село Вірівка підпорядковане Малоцвілянській сільській раді Городницького району Житомирської області. 28 листопада 1957 року, в складі сільської ради, передане до Ярунського району, 4 червня 1958 року — до складу Новоград-Волинського району Житомирської області.
3 серпня 2016 року село увійшло до складу новоутвореної Чижівської сільської територіальної громади Новоград-Волинського (згодом — Звягельський) району Житомирської області.